# Livigno
Livigno (en llombard i romanx Livign) és un municipi de la província de Sondrio, a la regió de la Llombardia. Està situat a la serralada dels Alps.
El municipi de Livigno gaudeix d'un estatus de zona franca, com que no està subjecte a determinats impostos com l'IVA. Aquest fet ha desenvolupat molt el turisme, sobretot a partir dels anys 50, ja que s'hi pot comprar a preus més barats tabac, sucre, alcohol i combustible, encara que no s'hi pot comprar més de la capacitat del dipòsit del vehicle.
L'origen de la zona franca està en l'aïllament de la zona, ja que fins abans de la inauguració de la Collada del Foscagno, durant l'hivern no s'hi podia accedir a causa de la neu.
Livigno, juntament amb la comuna de Campione d'Itàlia, és una zona que no pertany a la Unió Duanera de la Unió Europea.

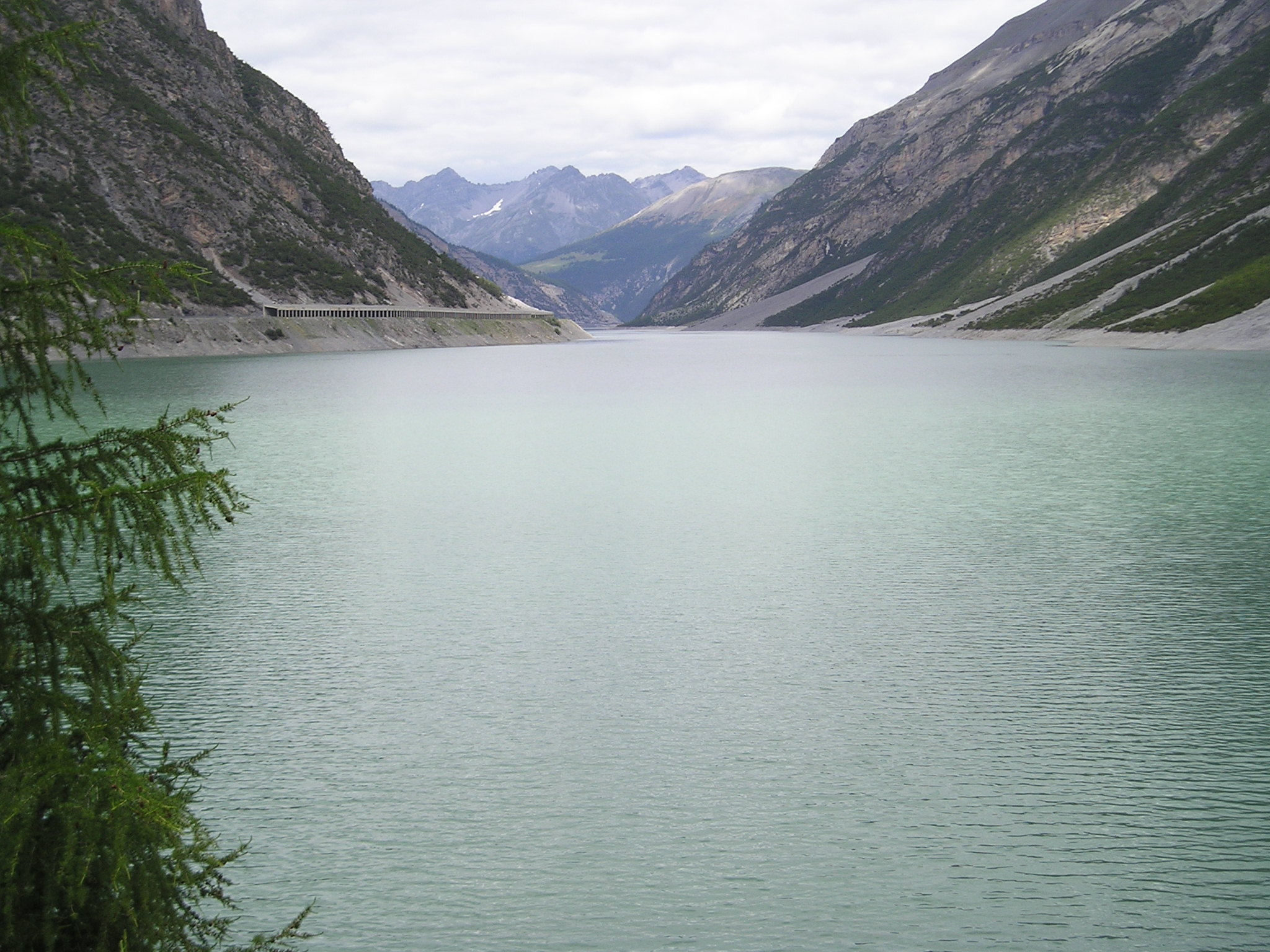
Llac del Gallo